# Marlies Oberholzer
Marlies Oberholzer (ur. 25 kwietnia 1958 w Goldingen) – szwajcarska narciarka alpejska.

## Kariera
W zawodach Pucharu Świata zadebiutowała 9 stycznia 1975 roku w Grindelwald, zajmując 47. miejsce w gigancie. Pierwsze punkty wywalczyła 21 stycznia 1976 roku w Badgastein, gdzie zajęła drugie miejsce w zjeździe. Tym samym nie tylko zdobyła punkty, ale od razu stanęła na podium. Było to jej jedyne podium w zawodach tego cyklu. W zawodach tych rozdzieliła rodaczkę, Doris de Agostini i Austriaczkę Elfi Deufl. W sezonie 1975/1976 zajęła 26. miejsce w klasyfikacji generalnej.
Wystartowała na igrzyskach olimpijskich w Innsbrucku w 1976 roku, gdzie zajęła 8. miejsce w zjeździe i 26. miejsce w gigancie. Były to jej jedyne starty olimpijskie. Nie startowała na mistrzostwach świata.

## Osiągnięcia

### Igrzyska olimpijskie
| Miejsce | Dzień     | Rok  | Miejscowość | Konkurencja | Czas biegu | Strata | Zwyciężczyni     |
| ------- | --------- | ---- | ----------- | ----------- | ---------- | ------ | ---------------- |
| 8.      | 8 lutego  | 1976 | Innsbruck   | Zjazd       | 1:46,16    | +2,52  | Rosi Mittermaier |
| 26.     | 13 lutego | 1976 | Innsbruck   | Gigant      | 1:29,13    | +4,96  | Kathy Kreiner    |

### Mistrzostwa świata
| Miejsce | Dzień     | Rok  | Miejscowość | Konkurencja | Czas biegu | Strata | Zwyciężczyni     |
| ------- | --------- | ---- | ----------- | ----------- | ---------- | ------ | ---------------- |
| 8.      | 8 lutego  | 1976 | Innsbruck   | Zjazd       | 1:46,16    | +2,52  | Rosi Mittermaier |
| 26.     | 13 lutego | 1976 | Innsbruck   | Gigant      | 1:29,13    | +4,96  | Kathy Kreiner    |

### Puchar Świata

#### Miejsca w klasyfikacji generalnej
- sezon 1975/1976: 26.
- sezon 1976/1977: 35.
- sezon 1977/1978: 36.

#### Miejsca na podium
1. Badgastein – 21 stycznia 1976 (zjazd) – 2. miejsce